# 曹欽程
曹钦程，號念坤，江西九江府彭泽县人。明末政治人物。

## 生平
萬曆四十年（1612年）壬子科江西鄉試第八十九名舉人，萬曆四十七年（1619年）己未科三甲七十六名进士。通政司觀政，本年六月授吴江县知县，贪赃恶名狼籍，以滥刑博得“强项”名声。被巡抚周起元弹劾，贬秩，天啓二年（1622年）改顺天府儒学教授，三年调国子监助教。后来依附東林智囊汪文言，任工部营缮司主事。汪文言敗於閹黨之後，钦程落井下石，通过冯铨关系，以父事魏忠贤，为“十狗”之一。
冯铨欲陷害御史张慎言、周宗建，令李鲁生草疏，由钦程上奏。《明史》称其“于群小中尤无耻”，日夜谄媚魏忠贤，得意忘形。給事中楊所修經忠賢授意，力薦其賢能，由員外郎升太僕寺少卿，后来，连忠贤亦对其生厌，天启六年（1626年）正月，因给事中潘士闻弹劾，忠贤责其败群，削籍。临行，曹钦程仍在魏忠贤面前顿首，称：“君臣之义已绝，父子之恩难忘。”啜泣而去。
天啟七年（1627年），明熹宗駕崩，魏忠贤被诛，曹钦程入逆案首等，论死，下狱十多年，家人不送饮食，曹钦程靠抢夺其他囚犯剩饭，日日醉饱。崇祯十七年（1644年），李自成陷京师，钦程带头破狱出降。自成败，随之西走，不知所终。弘光朝，定从贼案，钦程列首等。

## 延伸阅读
[在维基数据编辑]
 《明史卷三百〇六》，出自《明史》